# Hydriomena fractisignata
Hydriomena fractisignata är en fjärilsart som beskrevs av Paul Dognin 1913. Hydriomena fractisignata ingår i släktet Hydriomena och familjen mätare. Inga underarter finns listade i Catalogue of Life.